# Patrizianella
Patrizianella is een geslacht van mosselkreeftjes uit de familie Trachyleberididae. In 1990 stelden Gioacchino Bonaduce en Antonio Russo Patrizia voor als wetenschappelijke naam van het geslacht. Die naam was in 1931 door Charles Alluaud echter al vergeven aan een geslacht van loopkevers. In 2011 publiceerde Eugen Karl Kempf daarom het nomen novum Patrizianella voor het geslacht. Het geslacht werd vernoemd naar de Italiaanse biologe Patrizia Mascellaro (1958–1988) die studie maakte van de mosselkreeftjes, en in 1988 om het leven kwam bij haar werk in de Golf van Napels.

## Soorten
- Patrizianella bonaducei (Jellinek, 1993)
- Patrizianella grandis (Jellinek, 1993)
- Patrizianella mascellaroae (Bonaduce & Russo, 1990)
- Patrizianella nucleuspersici (Jellinek, 1993)
- Patrizianella opaca (Jellinek, 1993)
- Patrizianella russoi (Jellinek, 1993)
- Patrizianella simulatecaeca (Jellinek, 1993)